# NGC 279
NGC 279 este o galaxie lenticulară situată în constelația Balena. A fost descoperită în 1 octombrie 1785 de către William Herschel. De asemenea, a fost observată încă o dată în 16 octombrie 1827 de către John Herschel.